# Hatawa (stacja kolejowa)
Hatawa (biał. Гатава, ros. Гатово) – towarowa stacja kolejowa w miejscowości Hatawa, w rejonie mińskim, w obwodzie mińskim, na Białorusi. Leży na południowej obwodnicy kolejowej Mińska.